# Bataille de la crête de Lanzerath
Seconde Guerre mondiale
Batailles
Bataille des Ardennes (Wacht am Rhein)
- Ordre de bataille
- Opération Stösser
- Lanzerath
- Bataille de Saint-Vith
- Siège de Bastogne
- Massacre de Malmedy
- Opération Bodenplatte
- Opération Nordwind
- Campagne de Lorraine
- Poche de Colmar

Front d'Europe de l'ouest
Front d'Europe de l'est
Campagnes d'Afrique, du Moyen-Orient et de Méditerranée
Bataille de l'Atlantique
Guerre du Pacifique
Guerre sino-japonaise
La bataille de la crête de Lanzerath est une bataille qui oppose les forces armées des États-Unis aux forces armées allemandes durant la bataille des Ardennes lors de la Seconde Guerre mondiale. Elle se déroule du 16 au 17 décembre 1944 en Belgique.

### Ouvrages
- (en) Peter Elstob, Bastogne : The Road Block, Londres, Ballantine Books, 1er janvier 1971, p. 160
- (en) Hitler's Ardennes Offensive : The German View of the Battle of the Bulge, Greenhill Books, 15 juillet 2006, p. 246
- (en) John R., Lt-Col, US Army (Retired) Finch, Miracles : A Platoon’s Heroic Stand at Lanzerath, Fort Leavenworth, Kansas, US Army Command and General Staff College Press, 1992
- (en) Captain John Della-Giustina, U.S. Army Military Intelligence History : A Sourcebook, Fort Huachuca, Arizona, U.S. Army Intelligence Center & Fort Huachuca, 1995 (lire en ligne), « The Heroic Stand of an Intelligence Platoon: A Symbol of the Combat Ability of MI Soldiers »

### Ressources numériques
- (en) « I&R Plat 394th Inf Regt 99th Inf Div Lanzerath 12/44 », European Center of Military History (consulté le 16 août 2010)
- (en) Col. David J. Judge, « Cavalry in the Gap », 16 juin 2000